# Gostilja (distrikt)
Gostilja (bulgariska: Гостиля) är ett distrikt i Bulgarien.   Det ligger i kommunen Obsjtina Dolna Mitropolija och regionen Pleven, i den nordvästra delen av landet, 120 km nordost om huvudstaden Sofia.
Trakten runt Gostilja består till största delen av jordbruksmark. Runt Gostilja är det ganska glesbefolkat, med 39 invånare per kvadratkilometer.